# Tecnam P2002 Sierra
Tecnam P2002 Sierra – dwumiejscowy lekki samolot treningowy i turystyczny produkowany przez firmę Construzioni Aeronautiche Tecnam.

## Konstrukcja
Samolot w układzie dolnopłatu z usterzeniem klasycznym o konstrukcji aluminiowej. Napęd stanowi pojedynczy silnik Rotax 912 S o mocy 100 KM (75 kW). Przesuwna owiewka kabiny może być otwarta w trakcie lotu.

## Wersje
P2002 JF
Model ze stałym podwoziem. W 2012 roku Agencja Unii Europejskiej ds. Bezpieczeństwa Lotniczego dopuściła do użytku wariant ze śmigłem o zmiennym skoku.
Produkowana jest także wersja przystosowana do pilotowania przez osoby niepełnosprawne.
P2002 JR
Model z podwoziem chowanym hydraulicznie.
P2002 EA
Model ze stałym podwoziem, do samodzielnego montażu.
P2002 RG
Model z podwoziem chowanym pneumatycznie, do samodzielnego montażu.